# Carlos Gamarra
Pour les articles homonymes, voir Gamarra (homonymie).
Carlos Gamarra dit "El Colorado" (né le 17 février 1971 à Ypacaraí) est un joueur de football paraguayen. Ce défenseur a joué 110 fois pour l'équipe de Paraguay, marquant 12 buts. Il en détient d'ailleurs le record de sélections. 
Il a pris sa retraite à l'issue d'un match amical disputé le 7 octobre 2006 contre l'Australie. Plusieurs footballeurs ont exprimé leur admiration pour le style de jeu et les performances de Carlos Gamarra, notamment le Brésilien Thiago Silva.

## Biographie
Il commence sa carrière en 1991, où il joue en faveur du Cerro Porteño à Asuncion, club avec lequel il remporte le championnat national en 1992. Il joue ensuite pour le CA Independiente en Argentine lors de la saison 1992-1993, avant de revenir rapidement à Cerro Porteño jusqu'en 1995. 
Le 27 mars 1993, il est sélectionné pour la première fois en équipe du Paraguay lors d'un match contre la Bolivie. 
En 1995, il quitte Cerro Porteño pour le SC Internacional au Brésil. Il joue la saison 1997-1998 au SL Benfica au Portugal, avant de revenir au Brésil avec le club des SC Corinthians. Il est élu joueur paraguayen de l'année à deux reprises, en 1997 et en 1998. 
À la fin de la saison 1999, Gamarra est recruté par l'Atlético de Madrid dans La Liga espagnole ; mais son équipe est reléguée, il alors retourne au Brésil et joue avec le CR Flamengo. 
Lors de la saison 2001-2002, Gamarra est sous contrat avec l'AEK Athènes, où il remporte la Coupe de Grèce. 
Après avoir brillé à la Coupe du monde 2002, il est acheté par l'Inter Milan dans la Série A pour la saison 2002-2003. Il participe seulement à 14 rencontres, son équipe terminant en 2e place au classement. 
Après trois saisons à l'Inter Milan, où il est cantonné à un rôle de remplaçant, il part en 2005 pour le SE Palmeiras. 
Il était le capitaine de l'équipe paraguayenne lors de la Coupe du monde 2006.

## Carrière
- 1991-1992 :  Cerro Porteño
- 1992-1993 :  CA Independiente
- 1993-1995 :  Cerro Porteño
- 1995-1997 :  SC Internacional
- 1997-1998 :  Benfica Lisbonne
- 1998-1999 :  SC Corinthians
- 1999-2000 :  Atlético Madrid
- 2000 :  CR Flamengo
- 2001-2002 :  AEK Athènes FC (prêté par Flamengo)
- 2002-2005 :  Inter Milan
- 2005-2006 :  SE Palmeiras
- 2007 :  Olimpia

## Statistiques

### En sélection nationale
| Saison                | Sélection             | Phases finales        | Phases finales | Phases finales | Phases finales | Éliminatoires CDM | Éliminatoires CDM | Éliminatoires CDM | Matchs amicaux | Matchs amicaux | Matchs amicaux | Total | Total | Total |
| Saison                | Sélection             | Compétition           | M              | B              | Pd             | M                 | B                 | Pd                | M              | B              | Pd             | M     | B     | Pd    |
| --------------------- | --------------------- | --------------------- | -------------- | -------------- | -------------- | ----------------- | ----------------- | ----------------- | -------------- | -------------- | -------------- | ----- | ----- | ----- |
| 1992-1993             | Paraguay              | Copa América 1993     | 3              | 0              | 0              | -                 | -                 | -                 | 4              | 0              | 0              | 7     | 0     | 0     |
| 1993-1994             | Paraguay              | -                     | -              | -              | -              | 2                 | 0                 | 0                 | -              | -              | -              | 2     | 0     | 0     |
| 1994-1995             | Paraguay              | Copa América 1995     | 4              | 1              | 0              | -                 | -                 | -                 | 6              | 0              | 0              | 10    | 1     | 0     |
| 1995-1996             | Paraguay              | -                     | -              | -              | -              | 2                 | 0                 | 0                 | 3              | 1              | 0              | 5     | 1     | 0     |
| 1996-1997             | Paraguay              | Copa América 1997     | 4              | 0              | 0              | 9                 | 1                 | 0                 | 1              | 1              | 0              | 14    | 2     | 0     |
| 1997-1998             | Paraguay              | Coupe du monde 1998   | 4              | 0              | 0              | 4                 | 1                 | 0                 | 9              | 0              | 0              | 17    | 1     | 0     |
| 1998-1999             | Paraguay              | Copa América 1999     | 4              | 0              | 0              | -                 | -                 | -                 | 0              | 0              | 0              | 4     | 0     | 0     |
| 1999-2000             | Paraguay              | -                     | -              | -              | -              | 5                 | 0                 | 0                 | 1              | 0              | 0              | 6     | 0     | 0     |
| 2000-2001             | Paraguay              | Copa América 2001     | -              | -              | -              | 4                 | 0                 | 0                 | -              | -              | -              | 4     | 0     | 0     |
| 2001-2002             | Paraguay              | Coupe du monde 2002   | 4              | 0              | 0              | 4                 | 0                 | 0                 | 4              | 1              | 0              | 12    | 1     | 0     |
| 2002-2003             | Paraguay              | -                     | -              | -              | -              | -                 | -                 | -                 | 3              | 1              | 0              | 3     | 1     | 0     |
| 2003-2004             | Paraguay              | Copa América 2004     | 4              | 1              | 0              | 7                 | 1                 | 1                 | -              | -              | -              | 11    | 2     | 1     |
| 2004-2005             | Paraguay              | -                     | -              | -              | -              | 6                 | 2                 | 1                 | -              | -              | -              | 6     | 2     | 1     |
| 2005-2006             | Paraguay              | Coupe du monde 2006   | 3              | 0              | 0              | 2                 | 0                 | 0                 | 3              | 1              | 0              | 8     | 1     | 0     |
| 2006-2007             | Paraguay              | Copa América 2007     | -              | -              | -              | -                 | -                 | -                 | 1              | 0              | 0              | 1     | 0     | 0     |
| Total sur la carrière | Total sur la carrière | Total sur la carrière | 30             | 2              | 0              | 45                | 5                 | 2                 | 35             | 5              | 0              | 110   | 12    | 2     |

### Buts en sélection
| Buts en sélection de Carlos Gamarra | Buts en sélection de Carlos Gamarra | Buts en sélection de Carlos Gamarra        | Buts en sélection de Carlos Gamarra | Buts en sélection de Carlos Gamarra | Buts en sélection de Carlos Gamarra     |
| #                                   | Date                                | Lieu                                       | Adversaire                          | Résultats                           | Compétitions                            |
| ----------------------------------- | ----------------------------------- | ------------------------------------------ | ----------------------------------- | ----------------------------------- | --------------------------------------- |
| 1                                   | 12 juillet 1995                     | Estadio Domingo Burgueńo Miguel, Maldonado | Venezuela                           | 3-2                                 | Copa América 1995                       |
| 2                                   | 21 avril 1996                       | Estadio General Pablo Rojas, Asuncion      | Bosnie-Herzégovine                  | 3-0                                 | Match amical                            |
| 3                                   | 9 octobre 1996                      | Estadio Defensores del Chaco, Asuncion     | Chili                               | 2-1                                 | Éliminatoires de la Coupe du monde 1998 |
| 4                                   | 6 janvier 1997                      | Estadio Defensores del Chaco, Asuncion     | Arménie                             | 2-0                                 | Match amical                            |
| 5                                   | 10 septembre 1997                   | Estadio Defensores del Chaco, Asuncion     | Bolivie                             | 2-1                                 | Éliminatoires de la Coupe du monde 1998 |
| 6                                   | 26 mars 2002                        | Loftus Road, Londres                       | Nigeria                             | 1-1                                 | Match amical                            |
| 7                                   | 20 août 2003                        | Estadio Rommel Fernández, Panama           | Panama                              | 2-1                                 | Match amical                            |
| 8                                   | 6 septembre 2003                    | Estadio Nacional, Lima                     | Pérou                               | 1-4                                 | Éliminatoires de la Coupe du monde 2006 |
| 9                                   | 18 juillet 2004                     | Estadio Jorge Basadre, Tacna               | Uruguay                             | 1-3                                 | Copa América 2004                       |
| 10                                  | 5 septembre 2004                    | Estadio Defensores del Chaco, Asuncion     | Venezuela                           | 1-0                                 | Éliminatoires de la Coupe du monde 2006 |
| 11                                  | 8 juin 2005                         | Estadio Defensores del Chaco, Asuncion     | Bolivie                             | 4-1                                 | Éliminatoires de la Coupe du monde 2006 |
| 12                                  | 24 mai 2006                         | Ullevaal Stadion, Oslo                     | Norvège                             | 2-2                                 | Match amical                            |

## Palmarès
- Paraguay : 
  -  Médaille d'Argent aux Jeux olympiques d'été de 2004

- Distinctions personnelles :
  - « Ballon d'argent brésilien » 2005
  - Élu meilleur défenseur de la Coupe du monde 1998